# Sommaradonis

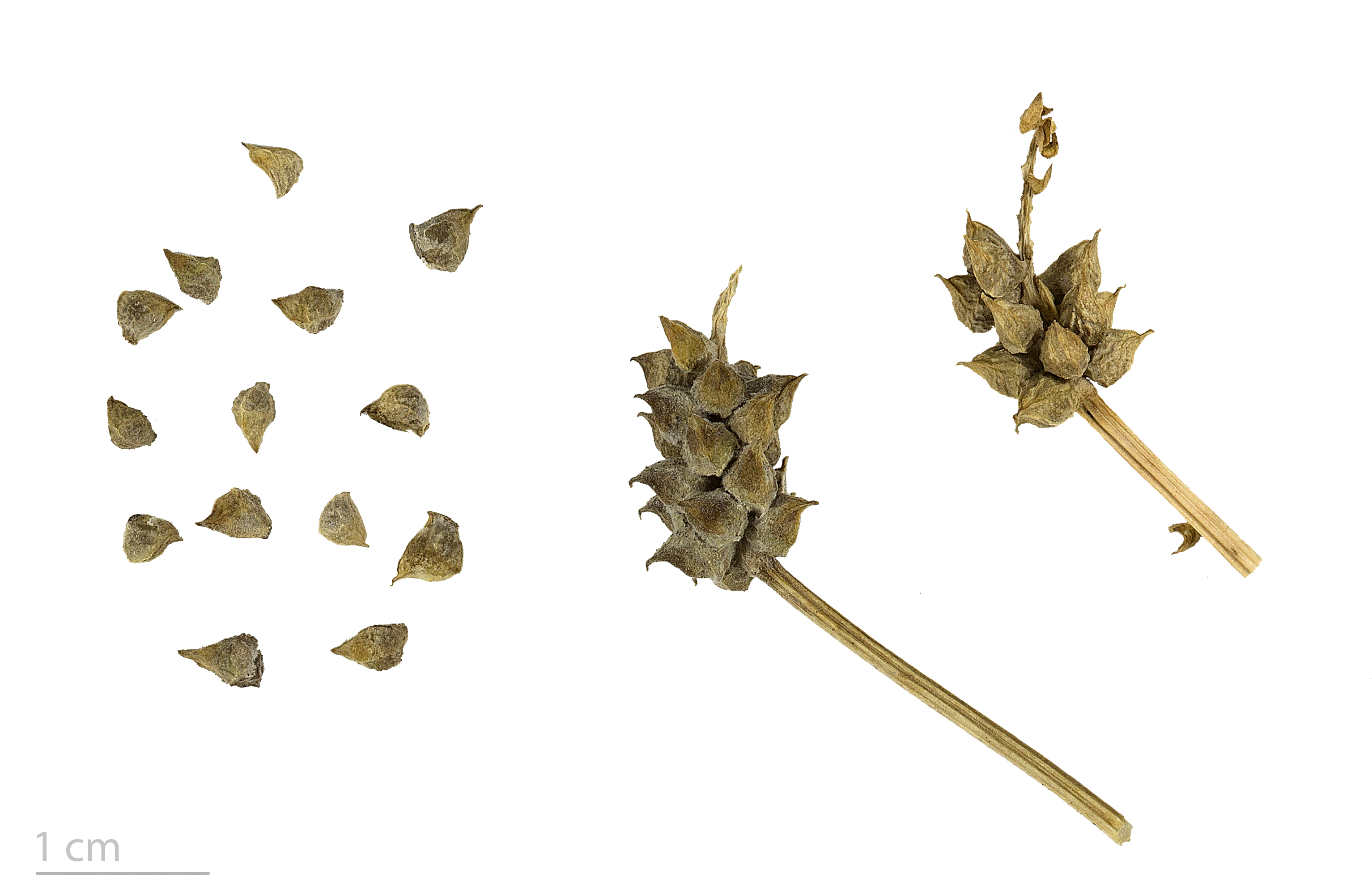
Adonis aestivalis

Sommaradonis (Adonis aestivalis) är en växt som i Sverige inte kan överleva någon längre tid i det vilda, men som odlas som prydnadsväxt. Bladen är finflikiga och kronan är orange med mörkt brunt mot fästet. Liksom andra adonis-arter är den giftig.